# Julián Falivene
Julián Falivene (Toronto, Canadá, 18 de febrero de 1990) es un piloto canadiense argentino de automovilismo de velocidad. Si bien había nacido en Toronto, Canadá, su familia se mudó a la Argentina cuando él era muy pequeño, afincándose en la localidad de Zarate, Provincia de Buenos Aires. Allí comenzó a desarrollar su carrera como piloto de automovilismo, participando en carreras de karting y proclamándose campeón en varias categorías. Posteriormente, ascendió a los monoplazas en el año 2009, participando en la Fórmula Renault Metropolitana y proclamándose campeón de la Fórmula 4 de APAP. Ese mismo año debutaría en el Top Race Junior a bordo de un Chevrolet Vectra. Con este vehículo, compitió en la Copa América 2010 de Top Race, de la cual saldría subcampeón detrás del correntino Humberto Krujoski. Con este reconocimiento obtenido, decidió ascender de categoría, subiendo al Top Race V6, donde compitió en la primera parte de la Temporada 2010-2011 a bordo del Mercedes-Benz Clase C número 23, que recibía la atención del Sport Team y formando equipo con pilotos como Guido Falaschi (Campeón Copa América 2010) y Agustín Canapino (Campeón Turismo Carretera 2010). A finales de ese año, Falivene anunció su participación para 2011 en el TC Pista, dejando de lado el TRV6 y presentándose a competir con un Chevrolet Chevy de su propia estructura. Tras haber competido durante toda la etapa regular con su propia escudería, fue recontratado por el Sport Team, al inicio de la fase de definición de la Copa de Plata, acompañando en el equipo a Martín Serrano en la lucha por la definición del título.

## Biografía
Nacido en Toronto, Canadá, pero criado de pequeño en la localidad de Zárate, Provincia de Buenos Aires, Julián Falivene comenzó a demostrar de muy pequeño sus habilidades al volante, al subir con solo 4 años a un Baby Kart del campeonato Provincial. Al año siguiente, en la misma categoría, se proclamaría campeón obteniendo el pasaporte a la Categoría Sthil 60 cc, donde sería subcampeón en 1996 y campeón en 1997. En 1998, participa en la Promocional Sthil, terminando tercero en el campeonato. Al año siguiente, asciende a la Categoría Cadet Piston Port, donde volvería a sumar un nuevo lauro a su palmarés. En el año 2000 y con solo 10 años de edad, consigue un permiso especial para competir en la categoría Piston Port, por haberse consagrado campeón el año anterior de la Cadet. Cabe aclarar, que para subirse a una butaca de esta categoría, es requisito ser mayor de 13 años. En 2001, debuta en Pre-Juniors, coronándose campeón en el año 2003. Al año siguiente, debuta en la categoría Juniors, en la cual solo compite las primeras 5 fechas. Más tarde, correría el Master de Pilotos de Pre-Juniors, ganando una de las dos carreras. Luego de ello, vendría un parate de 4 años para luego debutar en 2008 en los monoplazas de la Fórmula 4 Light de APAP (Asociación de Pilotos de Automóviles de Pista). Al año siguiente, ascendería a la Fórmula 4 APAP (hoy Fórmula 4 Nueva Generación), alzándose con el título de campeón. Este mismo año 2009, Falivene debutaría en dos categorías: En la Fórmula Renault Metropolitana, con un chasis Tulia XXV (de Tulio Crespi) y en el Top Race Junior con un Chevrolet Vectra. En el Top Race Junior, finaliza el torneo en el undécimo lugar y continúa al año siguiente con el mismo auto y la misma escudería. En 2010, arranca el primer semestre corriendo en la Top Race Junior y disputando la Copa América 2010, en la cual finalmente obtuvo el subcampeonato, por detrás del correntino Humberto Krujoski. Sin embargo, este logro no fue impedimento para ascender de categoría. En el segundo semestre del año 2010, comenzó a disputar la Temporada 2010-2011 en el Top Race V6, compitiendo en un Mercedes-Benz Clase C identificado con el número 23 y atendido por el Sport Team.
A finales del año 2010, Julián Falivene anunció su alejamiento del Top Race, para incursionar en el TC Pista. En esta categoría, el piloto de Zárate hizo efectivo su debut en el año 2011, compitiendo a bordo de un Chevrolet Chevy con atención propia y asesoramiento del HAZ Racing Team. Sin embargo, a partir de la octava fecha resolvió incorporarse al Sport Team, equipo para el que compitiese en el TRV6, formando nuevamente dupla con el piloto Martín Serrano.
En el año 2012, Falivene replantea su presente dentro del automovilismo nacional, retornando al Top Race para participar en la reformulada categoría Top Race Series V6. En esta divisional, nuevamente competiría bajo el techo del Sport Team siéndole confiada en este caso la unidad con la que Agustín Canapino se consagrara bicampeón de TRV6 antes de la reformulación del parque automotor: Un Mercedes-Benz Clase C. Para esta oportunidad, la numeración de Falivene también cambiaría, pasando a llevar el 111 en lugar del 23 que usara en su anterior paso por el TRV6. Sin embargo, la incursión del piloto canadiense no duraría mucho, por lo que terminaría retirándose del proyecto. Esta salida, le abrió la puerta hacia otra categoría nacional, pasándose a competir en la Clase 3 del Turismo Nacional, donde compitió al comando de un Chevrolet Astra del equipo de Luis Belloso, cerrando su participación de ese año. Tras esta participación, volvería a parar durante gran parte del año 2013, retornando sobre finales de ese año a la categoría TC Pista, donde volvería a competir con un Chevrolet Chevy, dentro del equipo Midas Racing Team.

## Trayectoria
| Año  | Categoría                                        | Marca                      |
| ---- | ------------------------------------------------ | -------------------------- |
| 1994 | Debut en el Campeonato Metropolitano de la FENAD | Baby Kart                  |
| 1995 | Campeón Metropolitano de la FENAD                | Baby Kart                  |
| 1996 | Debut y subcampeonato en Metropolitano de la APK | Karting Sthil 60cc.        |
| 1997 | Campeón Bonaerense de la APK                     | Karting Sthil 60cc.        |
| 1998 | Campeonato Bonaerense de la APK                  | Karting Promocional Sthil  |
| 1999 | Campeón Bonaerense de la APK                     | Karting Cadet Piston Port. |
| 2000 | Autorizado a competir en Piston Port             | Karting Piston Port.       |
| 2001 | Campeonato Bonaerense de Karting                 | Karting Pre-Junior.        |
| 2001 | Campeonato Argentino de Karting                  | Karting Pre-Junior.        |
| 2002 | Campeonato Bonaerense de Karting                 | Karting Pre-Junior.        |
| 2003 | Campeón Bonaerense de Karting                    | Karting Pre-Junior.        |
| 2004 | Master de pilotos Bonaerense de Karting          | Karting Pre-Junior.        |
| 2004 | Campeón Bonaerense de Karting                    | Karting Junior.            |
| 2008 | Fórmula 4 Light                                  | Tulio Crespi-Renault       |
| 2009 | Campeón Fórmula 4 APAP                           | Tulio Crespi-Renault       |
| 2009 | Debut en Fórmula Renault Metropolitana           | Tulio Crespi-Renault       |
| 2009 | Debut en Top Race Junior                         | Chevrolet Vectra II        |
| 2010 | Subcampeón Copa América 2010 de Top Race Junior  | Chevrolet Vectra II        |
| 2010 | Debut en TRV6 Torneo Clausura 2010               | Mercedes-Benz C-203        |
| 2011 | Debut en TC Pista                                | Chevrolet Chevy            |
| 2012 | Top Race Series V6                               | Mercedes-Benz C-203        |
| 2012 | Debut en la Clase 3 del Turismo Nacional         | Chevrolet Astra            |
| 2013 | TC Pista                                         | Chevrolet Chevy            |

## Palmarés
| Título     | Categoría                            | Modelo              | Año  |
| ---------- | ------------------------------------ | ------------------- | ---- |
| Campeón    | Fórmula 4 APAP                       | Crespi-Renault      | 2009 |
| Subcampeón | Copa América 2010 de Top Race Junior | Chevrolet Vectra II | 2010 |

### Otras distinciones
| Título     | Categoría                            | Año  |
| ---------- | ------------------------------------ | ---- |
| Campeón    | Baby Kart de la FENAD                | 1995 |
| Subcampeón | Categoría Sthil 60 cc. Metropolitano | 1996 |
| Campeón    | Categoría Sthil 60 cc. Metropolitano | 1997 |
| Campeón    | Categoría Cadet Piston Port          | 1998 |
| Campeón    | Categoría Pre-Juniors A.P.K.         | 2003 |